# 新井潤美
新井 潤美（あらい めぐみ、1961年10月7日 - ）は、日本の英文学者・比較文学者。東京大学教授。東京生まれ。

## 来歴
香港、日本、オランダおよび英国で教育を受けた。父親の仕事のこともあって、彼女はオランダのアムステルダムの学校に移ったあと、14歳くらいのときに、英国のチェルテナム・レイディーズ・コレッジという「女子パブリック・スクール」に移る。後に新井はパブリック・スクールに通った体験を活かして、自著内でパブリック・スクールのイメージが、イギリス文化においていかに大きな位置を占めているかを、小説、演劇、映画などを通して見るとともに、その実態と歴史的背景をも併せて紹介している。その次には、ロンドンで学校生活を送ることになる。子供時代の多くを英国で過ごし、高校を卒業後、帰国。1984年国際基督教大学教養学部人文科学科卒業後、東京大学大学院総合文化研究科比較文学比較文化専攻修士課程に進学、1990年同大学院同専攻博士課程単位取得退学、東邦大学薬学部専任講師、1992年中央大学法学部専任講師、1993年助教授、1998年教授。2014年上智大学文学部教授をへて、2019年東京大学大学院人文社会系研究科英文科教授となる。2016年「英国文化における「ロウワー・ミドル・クラス」イメージの成立と表象－ダニエル・デフォーからカズオ・イシグロまで」で東大学術博士（超域文化科学）。

## 著書
- 『階級にとりつかれた人びと 英国ミドル・クラスの生活と意見』中公新書 2001
  - 『〈英国紳士〉の生態学　ことばから暮らしまで』講談社学術文庫 2020
- 『不機嫌なメアリー・ポピンズ イギリス小説と映画から読む「階級」』平凡社新書 2005
- 『へそ曲がりの大英帝国』平凡社新書 2008
- 『自負と偏見のイギリス文化 J・オースティンの世界』岩波新書 2008
- 『ジェイン・オースティンとイギリス文化 シリーズ文学の世界』日本放送出版協会 2010。NHKカルチャーラジオ放送テキスト
- 『執事とメイドの裏表　イギリス文化における使用人のイメージ』白水社 2011／増補版・白水Uブックス 2023
- 『魅惑のヴィクトリア朝　アリスとホームズの英国文化』NHK出版新書 2016
- 『パブリック・スクール　イギリス的紳士・淑女のつくられかた』岩波新書 2016
- 『ノブレス・オブリージュ　イギリスの上流階級』白水社 2021.12
- 『英語の階級 執事は「上流の英語」を話すのか?』講談社選書メチエ 2022.4

編著ほか
- 『ワーグマン素描コレクション』上下、芳賀徹, 清水勲, 酒井忠康, 川本皓嗣 共編、岩波書店 2002

### 翻訳
- ドナルド・キーン『日本文学史 近代・現代篇』、中央公論社 1991-92、新版[6]1996-97、中公文庫 2012。各・2巻分で、主に詩歌作家
- ミシェル・グリーン『地の果ての夢タンジール：ボウルズと異境の文学者たち』小林宜子・太田昭子・平川節子共訳、河出書房新社 1994
- アリソン・ウイリアム、フェアリー・ジョン『片眼鏡の反乱者』河合祥一郎、岩崎徹共訳、教育プラン 1995
- 『投書狂 グレアム・グリーン』クリストファー・ホートリー編、晶文社 2001
- 『ジェイン・オースティンの手紙』岩波文庫 2004
- ロジーナ・ハリソン『おだまり、ローズ : 子爵夫人付きメイドの回想』監修、新井雅代 訳、白水社 2014／白水Uブックス 2024.12
- ロジーナ・ハリソン『わたしはこうして執事になった』監修、新井雅代 訳、白水社 2016／白水Uブックス 2024.6
- ジェイン・オースティン『マンスフィールド・パーク』宮丸裕二共訳、岩波文庫（上・下） 2021

## 論文
- >新井潤美